# Sofia Lovisa Gråå
Sofia Lovisa Gråå, geborene Palm (* 1749; † 8. Mai 1835 in Stockholm) war eine schwedische Lehrerin und Schulleiterin an der Dramatens elevskola und die erste Frau, die dieses Amt allein innehatte. Während ihrer Zeit als Schulleiterin war sie auch Heimleiterin des Schülerheims für die weiblichen Schülerinnen.

## Leben
Über Kindheit und Jugend Gråås ist nichts bekannt, ebenso für die Zeit vor der Übernahme der Leitung der Theaterschule. Ab 1788 war Sofia Lovisa Palm mit dem russischen Dolmetscher in Stockholm, Fredrik Gabriel Gråå, verheiratet, der 1795 starb. Im Jahr 1804 wurde sie Direktorin der Dramatens elevskola, der königlichen Theaterschule, ein Amt, das sie bis 1812, also acht Jahre lang, innehatte.
Gråå war nach Anne Marie Milan Desguillons die zweite Frau, die Leiterin wurde, aber sie war die erste Frau, die auch für den männlichen Teil der Schülerschaft innehatte. Zu ihrer Zeit war dies eine schwierige Position, da König Gustav IV. Adolf eine theaterfeindliche Politik verfolgte. Gråå trug den Titel Gouvernante und hatte die Aufgabe, für das leibliche Wohl der Schüler zu sorgen, ihnen eine Grundausbildung zu geben, ihnen gute Manieren beizubringen und als „zweite Mutter“ zu fungieren.
Gråå setzte die von den Desguillons begründeten französischen Traditionen in der Ausbildungsorganisation fort und bildete viele der größten Talente der ersten Hälfte des 19. Jahrhunderts aus, wie Justina Casagli, Charlotta Eriksson, Sara Torsslow und Carolina Bock. Die Vielzahl der bekannten Sängerinnen, die unter ihrer Leitung unterrichtet wurden, wurden als die flickorna Gråå („Gråås Mädchen“) bezeichnet.
Auch die männlichen Schüler wohnten in ihrem Internat, was zu der Zeit durchaus einzigartig war. Die Schülerinnen, die die Schule besuchten und nicht aus Stockholm stammten, lebten bei ihr. Die Freizügigkeiten führten zu Anschuldigungen, aber Gråå wies in ihrem Rentenantrag von 1812 neben der Tatsache, dass sie ihre Aufgabe ohne das Versprechen einer Vergütung übernommen hatte, darauf hin, dass sie sich sowohl als Schulleiterin als auch als Leiterin des Mädcheninternats der Schule stets gewissenhaft und respektvoll verhalten hätte.